# Triaquisoctaedro
El triaquisoctaedro u octaedro triakis es uno de los sólidos de Catalan, que luce como un octaedro a cuyas caras se les ha agregado una pirámide baja de base triangular. En la nomenclatura de los sólidos de Catalan toma por esto el prefijo triaquis-.
Es topológicamente parecido al octaedro estrellado, que no es convexo variando solo en la distancia del centro a cada uno de los vértices.